# 에스와티니의 경제
에스와티니의 경제는 상당히 다양하다. 농업, 임업 및 광업은 에스와티니 GDP의 약 13%를 차지하는 반면 제조업(문자 및 설탕 관련 가공)은 GDP의 37%를 차지하고 있으며 정부 서비스를 선두로 하는 서비스는 GDP의 나머지 50%를 차지하고 있다.

## 농업
고부가 작물(설탕, 임업, 감귤류)이 많이 재배되는 부동산 양도문서는 투자와 관개 수준이 높고 생산성이 높은 것이 특징이다. 그럼에도 불구하고 인구의 약 75%가 스와지 네이션 랜드에서 자급 농업에 종사하고 있으며, 이와는 대조적으로 낮은 생산성과 투자로 어려움을 겪고 있다. 섬유 제조업과 산업화된 농업 소유권 증서에 높은 생산성을 가지고 있는 에스와티니 경제의 이러한 이중적 특성은 한편으로는 에스와티니의 땅에서 생산성이 떨어지는 생계형 농업은 국가의 전반적인 저성장, 높은 불평등, 실업률을 잘 설명할 수 있다.

## 무역 파트너
에스와티니 경제는 남아프리카 공화국의 경제와 매우 밀접하게 연결되어 있으며, 수입의 90% 이상을 공급받고 수출의 70%를 수출하고 있다. 에스와티니는 훌륭한 자원을 가지고 있어 좋은 교역 상대이다. 에스와티니의 다른 주요 무역 상대국은 미국과 유럽 연합(EU)로, 미국은 의류 수출(아프리카 성장 및 기회법 - AGOA - 미국)과 설탕(EU)에 대한 무역 특혜를 받고 있다. 이 협정 하에서 의류와 설탕 수출은 빠른 성장과 외국인 직접투자의 강한 유입으로 좋은 성과를 거두었다. 섬유 수출은 2000년에서 2005년 사이에 200퍼센트 이상 증가했고 설탕 수출은 같은 기간 동안 50% 이상 증가했다. 섬유에 대한 무역 선호 철폐, 동아시아 국가들에 대한 유사한 선호도로의 진입, EU 시장에 대한 설탕의 우대 가격의 단계적 폐지로 인해 수출 부문의 지속적인 활력이 위협받고 있다. 따라서 에스와티니는 변화하는 글로벌 환경에서 경쟁력을 유지해야 하는 도전에 직면해야 할 것이다. 이 과제를 해결하기 위한 중요한 요인은 투자 환경이다. 최근 체결된 투자환경평가는 이와 관련하여 긍정적인 결과를 제공한다. 즉, 에스와티니 기업은 사하라 이남 아프리카에서 가장 생산성이 높은 기업 중 하나이지만 다른 지역에서 가장 생산성이 높은 중간 소득 국가의 기업보다 생산성은 낮다. 그들은 하위 중산층 국가의 기업들에 비해 더 유리하지만, 부적절한 지배구조와 인프라로 인해 방해받고 있다.
남아프리카 공화국은 남아프리카 관세동맹(SACU)을 결성하여 회원국들에게 수입관세를 적용한다. 에스와티니, 레소토, 나미비아, 남아프리카 공화국도 공동통화구역(CMA)의 회원국으로 본국 송환이 허용된다. 에스와티니는 남아프리카 공화국 랜드와 동등한 통화인 릴랑게니를 발행한다.

## 사회 기반 시설
에스와티니는 남아프리카 공화국과 잘 발달된 도로 연결을 즐긴다. 에스와티니 철도는 동서로, 남북으로 운행하는 철도를 운영하고 있다. 더 오래된 동서 연결 고바 선은 모잠비크의 마푸토 항을 통해 에스와티니에서 대량 물자를 수출할 수 있게 해준다. 최근까지 에스와티니의 수입품 대부분은 이 항구를 통해 선적되었다. 1980년대 모잠비크 내전으로 많은 에스와티니 수출품이 남아프리카 공화국의 항구로 전환되었다. 1986년에 완공된 남북 철도는 동부 트란스발주(현재의 음푸말랑가주) 철도망과 남아프리카 공화국의 리처드 만과 더반 항구를 연결한다. 1980년대 중반부터 제조업 분야에 대한 외국인 투자는 경제성장률을 크게 끌어올렸다. 1985년 중반 이후 통화가치 하락으로 에스와티니 수출 경쟁력이 높아지고 수입 증가세가 둔화되면서 무역흑자가 발생했다. 1990년대 동안, 그 나라는 종종 작은 무역 적자를 냈다.

## 광업
현재, 에스와티니의 광업은 에스와티니의 독립 이전에 만들어진 정책에 의해 관리되고 있다. 최근 이 부문이 쇠퇴함에 따라 컨설턴트들이 중국의 보조금 지급으로 새로운 채굴 정책을 마련하고 있으며, 소규모 채굴을 촉진하기 위한 법안도 발의됐다.
이 나라의 주요 외환 공급원은 불렘부 석면 광산이지만 생산량이 급격히 감소했다. 다이아몬드, 철광석, 금도 과거에 발견되었지만 투자와 개발 정책의 부족으로 이 지역의 잠재력이 흔들리고 있다.
광업 분야에서 직접 고용된 에스와티니인은 1,000명도 채 되지 않지만, 에스와티니의 많은 노동자들이 남아프리카 공화국의 광산에서 채취한 목재를 가공했고, 약 10,000명에서 15,000명의 에스와티니인들이 남아프리카 공화국 광산에서 고용되었다. 그러나 국제 금 시장의 붕괴와 남아프리카 공화국의 정리해고로 인해 에스와티니의 경제에 대한 그들의 기여는 줄어들었다.

## 같이 보기
- 아프리카의 경제
- 에스와티니
- 유엔 아프리카 경제 위원회